# Miloslav Choc

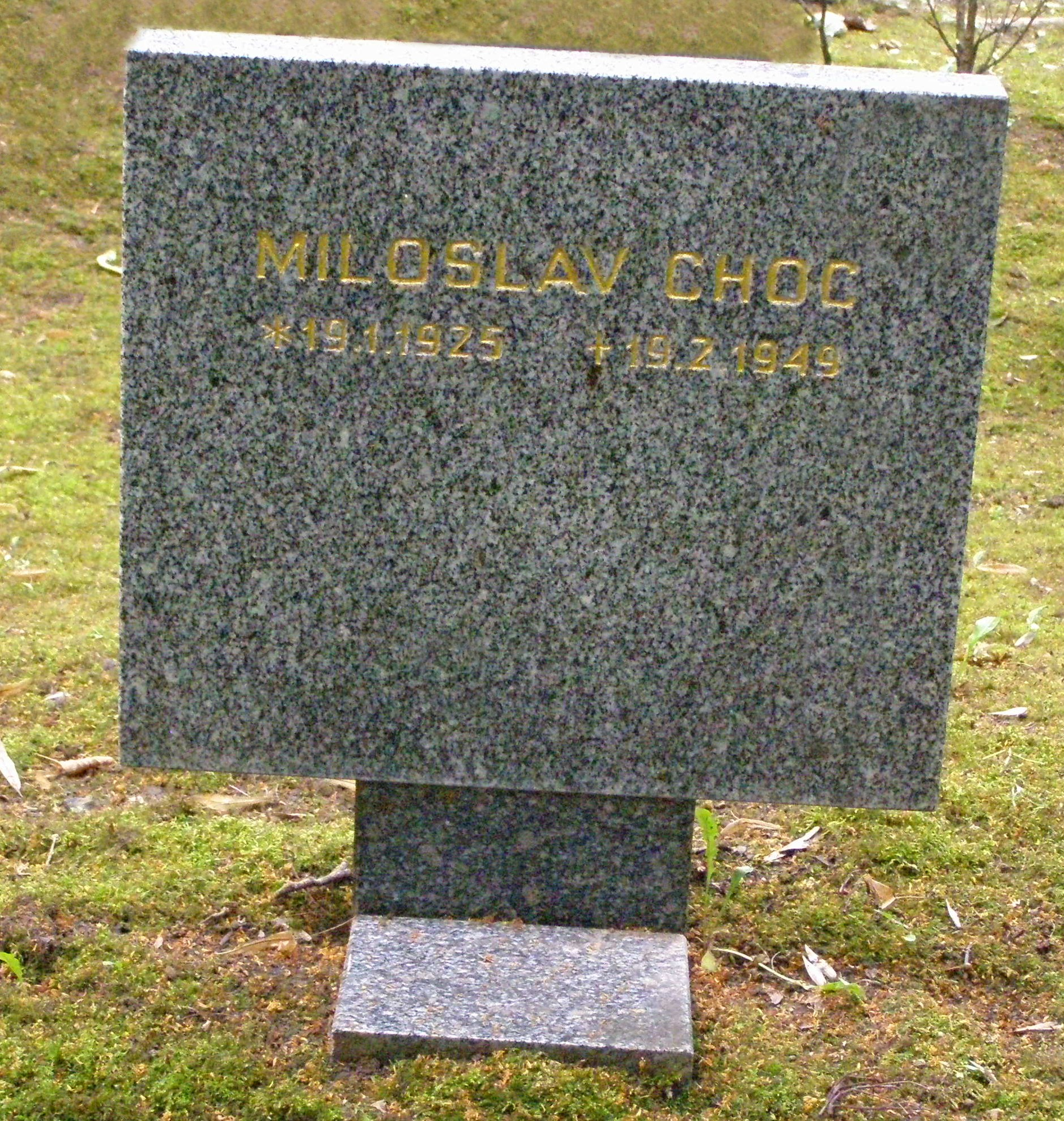
Symbolický hrob na Čestném pohřebišti popravených a umučených z padesátých let (III. odboj) na Ďáblickém hřbitově v Praze

Miloslav Choc (19. ledna 1925 – 19. února 1949 Pankrácká věznice, Praha) byl český protikomunistický odbojář. V roce 1948 byl v politickém procesu odsouzen k trestu smrti a v roce 1949 popraven.

## Životopis

### Dětství a mládí
Narodil se v roce 1925.
Během druhé světové války byl totálně nasazen v německém Düsseldorfu. Po konci války se v roce 1945 zapojil do Pražského povstání. Poté odjel do pohraničí, v němž měl dle dostupných zdrojů získat správní funkci a začít působit jako zločinec. Údajně také zavraždil etnického Němce Karla Reichmanna. Díky psychiatrickému posudku měl ale být osvobozen.
Před únorovým komunistickým pučem se zapsal ke studiu na vysoké škole, krátce po něm byl ale vyloučen, neboť byl členem Národních socialistů. Krátce na to emigroval na západ, přičemž brzy po své emigraci se stal členem odbojové skupiny emigrantů. Zřejmě se tak setkal se skupinou emigrantů v táboře v německém Řezně. Nedlouho poté se opět vrátil do Československa, kde sířil protirežimní tiskoviny a kontaktoval demokraticky smýšlející krajany.

### Vražda Augustina Schramma
V květnu 1948 měl Choc sdělit svým přátelům a odbojářům Jaroslavu Fialovi a Slavoji Šádkovi, že chce získat tajné dokumenty od majora bezpečnosti Augustina Schramma.
Brzy ráno 27. května 1948 Choc vešel do Schrammova bytu vyzbrojen dvěma pistolemi (dodanými Šádkem) a éterem. Podle oficiální verze Státní bezpečnosti měl poté majora Schramma zastřelit. Jisté je, že v daný den byl Schramm skutečně zavražděn, ovšem podle dostupných materiálů není možné s jistotou říci, kdo za vraždou stál. Choc byl nicméně zatčen 2. června 1948 a z případu vraždy StB uměle vytvořila protistátní spiknutí a následně obvinila přes 130 osob. K vraždám se nejprve přiznal, později však své přiznání odvolal. V následném exemplárním politickém procesu konaném v listopadu 1948 byl odsouzen k trestu smrti za vraždu a protistátní spiknutí.
Dne 19. února 1949 byl v Pankrácké věznici společně se Slavojem Šádkem popraven. Dalších pět osob bylo odsouzeno k trestu smrti v nepřítomnosti, mezi nimi například učitel a partyzán Josef Vávra-Stařík. Po sametové revoluci byl v roce 1990 rehabilitován.